# Harbour View FC
El Harbour View es un club de fútbol de Jamaica de la ciudad de Kingston. Fue fundado en 1974. Actualmente participa en la Liga Premier de Jamaica, primera división del fútbol jamaiquino.

## Historia
Actualmente descendió el 14 de octubre de 2016 a su respectiva liga regional.

## Palmarés

### Torneos nacionales
- Liga Premier Nacional de Jamaica (5): 2000, 2007, 2010, 2013, 2022
- Copa de Jamaica (4): 1994, 1998, 2001, 2002

### Torneos internacionales
- Campeonato de Clubes de la CFU (2): 2004 y 2007